# 磨盘草
磨盘草（学名：Abutilon indicum），为锦葵科苘麻属下的一个植物种。